# Латвийска съветска социалистическа република
Латвийската съветска социалистическа република е една от републиките на Съветския съюз. Съществува от 5 август 1940 до 4 май 1990 година.

## История
Латвийската ССР е образувана през 1940 г. На 4 май 1990 е преименувана като Латвийска република (на латвийски: Latvijas Republika).
Остава в състава на СССР до обявяване на независимостта си на 21 август 1991 година.